# Gaussan
Gaussan é uma comuna francesa na região administrativa de Occitânia, no departamento dos Altos Pirenéus. Estende-se por uma área de 7,72 km². Em 2010 a comuna tinha 109 habitantes (densidade: 14,1 hab./km²).